# گونه‌های تهدیدشده
گونه‌های تهدیدشده گونه‌هایی شامل گیاهان، جانوران، قارچ‌ها و… هستند که در معرض خطر افتادن در آیندهٔ نزدیک می‌باشند. گونه‌هایی که تهدیدشده هستند، گاهی با اندازه‌گیری پویایی‌شناسی جمعیت دپنسیشین بحرانی مشخص می‌شوند که یک اندازه‌گیری ریاضی زیست‌توده و مرتبط با نرخ رشد جمعیت است. این یک معیار کمّی برای ارزیابی درجهٔ خطر است.

## تعریف IUCN
اتحادیه بین‌المللی حفاظت از طبیعت (IUCN) مهم‌ترین مرجع در مورد گونه‌های تهدیدشده است و گونه‌های در معرض تهدید را نه به عنوان یک دسته واحد، بلکه به عنوان گروهی از سه دسته، بسته به درجه تهدید آنها، در نظر می‌گیرد:
- گونه‌های آسیب‌پذیر
- گونه‌های در خطر انقراض
- گونه‌های در بحران انقراض

رده‌هایی که کمتر از تهدیدشده قرار دارند، در رده نزدیک تهدید، کمترین نگرانی را دارند، و دسته‌بندی‌هایی که دیگر به حفاظت وابسته جای دارند. گونه‌هایی که ارزیابی نشده‌اند (NE)، یا داده‌های کافی ندارند (کمبود داده‌ها) نیز توسط IUCN «تهدیدشده» پنداشته نمی‌شوند.
اگرچه ممکن است هنگام بحث در مورد رده‌های IUCN، تهدیدشده و آسیب‌پذیر به جای یکدیگر مورد استفاده قرار گیرند، اما اصطلاح تهدیدشده به‌طور کلی برای اشاره به سه رده (در بحران انقراض، در معرض خطر انقراض و آسیب‌پذیر) استفاده می‌شود، در حالی که آسیب‌پذیر برای اشاره به کمترین خطر از این سه رده استفاده می‌شود. با این حال، آنها ممکن است به جای یکدیگر در بیشتر زمینه‌ها مورد استفاده قرار گیرند، زیرا همه گونه‌های آسیب‌پذیر گونه‌های تهدیدشده هم هستند (آسیب‌پذیر رده‌ای از گونه‌های تهدیدشده است) و از آنجایی که رده‌های در خطر بیشتر، گونه‌های در خطر انقراض (یعنی در خطر انقراض و در بحران انقراض) باید طبق تعریف، به عنوان گونه‌های آسیب‌پذیر نیز واجد شرایط باشند، همه گونه‌های تهدیدشه نیز ممکن است آسیب‌پذیر در نظر گرفته شوند.
گونه‌های تهدیدشده به عنوان گونه‌های فهرست سرخ نیز شناخته می‌شوند، زیرا آنها در فهرست سرخ IUCN از گونه‌های تهدیدشده قرار دارند.
زیرگونه‌ها، جمعیت‌ها و ذخایر نیز ممکن است به عنوان تهدیدشده رده‌بندی شوند.

## تعریفاسترالیا
کشور استرالیا برای رده‌بندی و حفاظت از گونه‌های در معرض خطر قانونی به نام «حفاظت محیط زیست و بقای تنوع زیستی تصویب ۱۹۹۹ میلادی» وضع کرده‌است که به صورت مختصر تصویب‌نامه EPBC خوانده می‌شود. این تصویب‌نامه ۶ رده دارد.